# Venant de Viviers
Venant, ou Venance (latin Venantius) de Viviers, est un saint de l’Église catholique, évêque de Viviers au VIe siècle. Il serait mort vers 544.

## Hagiographie
Il est issu d’une des plus grandes familles burgondes. Mais « sa biographie, qui date du XIIe siècle, n’a pas de valeur historique ». Il serait le neuvième ou le dixième évêque de Viviers, sans doute de 517 à sa mort. Il participe aux conciles d’Épaone en 517, et de Clermont en 535.
Il relève et embellit la cathédrale Saint-Vincent de Viviers, et élève deux nouvelles églises, l'une dédiée à saint Julien, et l'autre à Notre-Dame et à saint Saturnin.

## Culte
À sa mort, son corps est déposé dans l’église Notre-Dame du Rhône de Viviers. Ses restes commencent à faire l’objet de pèlerinages. Un monastère de bénédictines s’y installe à la fin du VIe siècle. En 727, il est détruit par les Sarrasins. Les religieuses s’enfuient, emportant les reliques à Soyons. Le monastère de Soyons subit les attaques des protestants en 1621, et les bénédictines s’installent cette fois à Valence. Les reliques sont actuellement conservées en l’église Saint-Jean-Baptiste de Valence.
Sa fête, le 12 août, a été transférée au 5 août pour l'ensemble des catholiques ; elle reste utilisée par le diocèse de Viviers. 

Emplacements successifs des reliques de Venant de Viviers
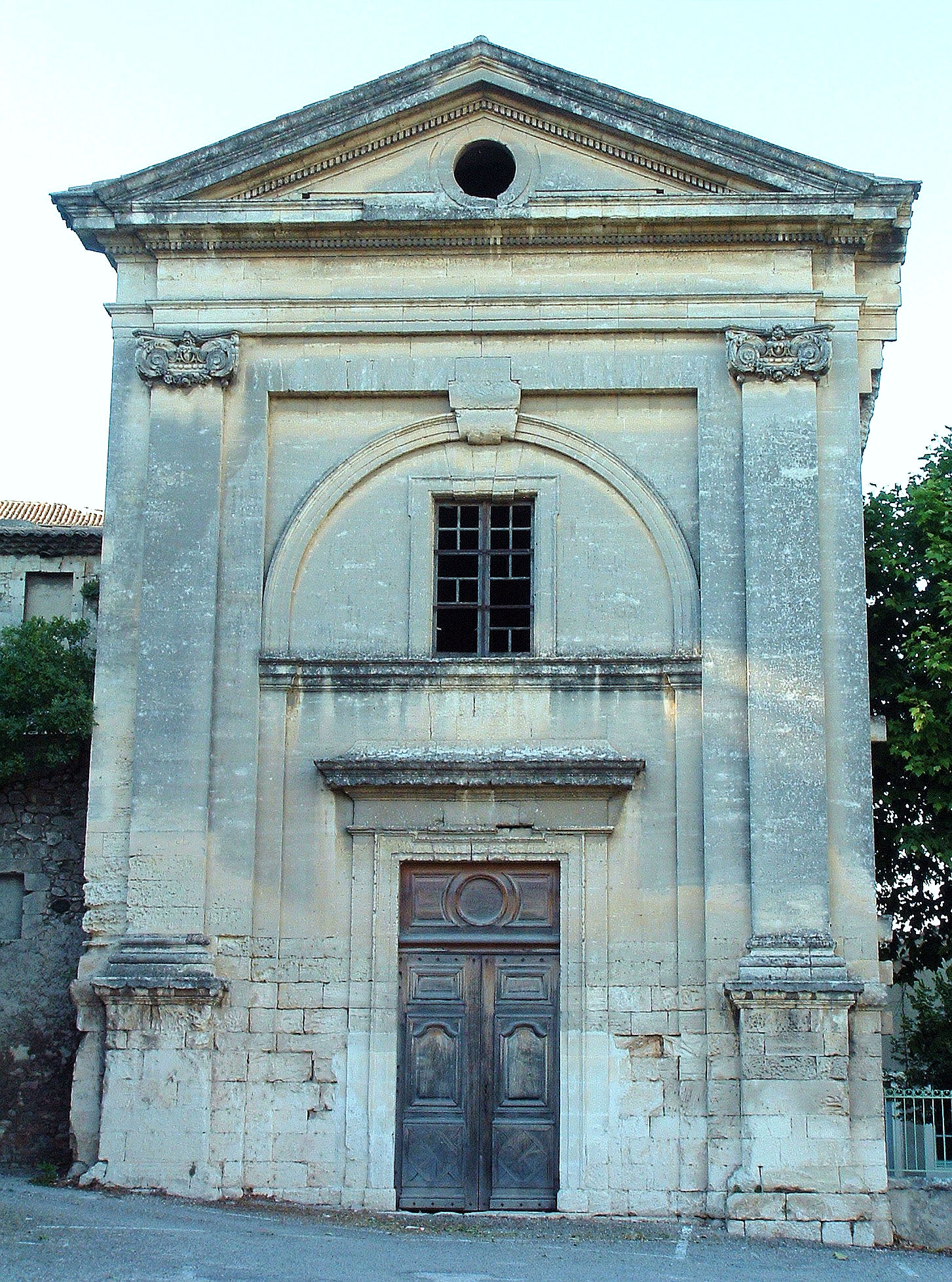
La chapelle Notre-Dame du Rhône à Viviers.
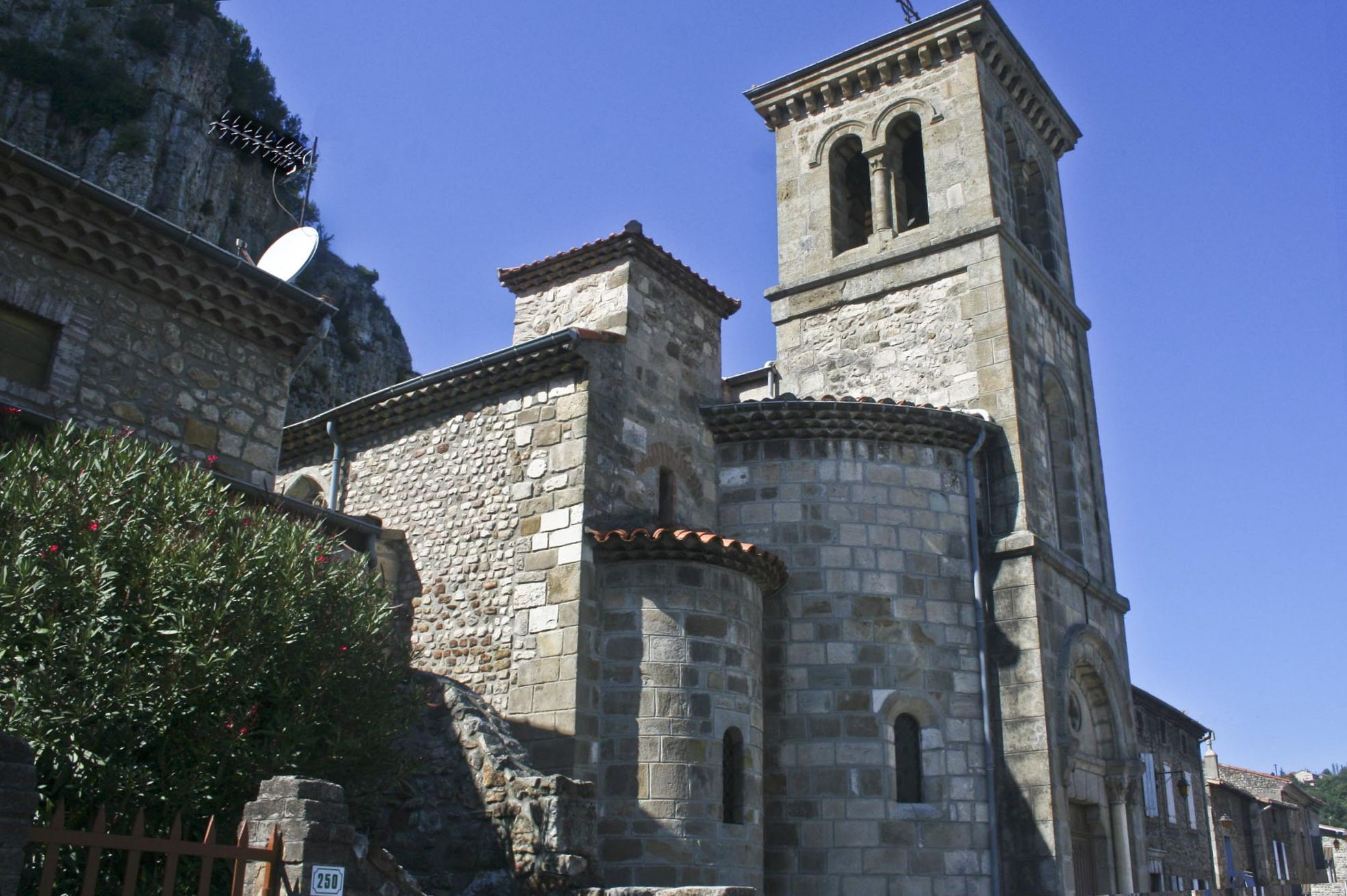
L'église de Soyons.
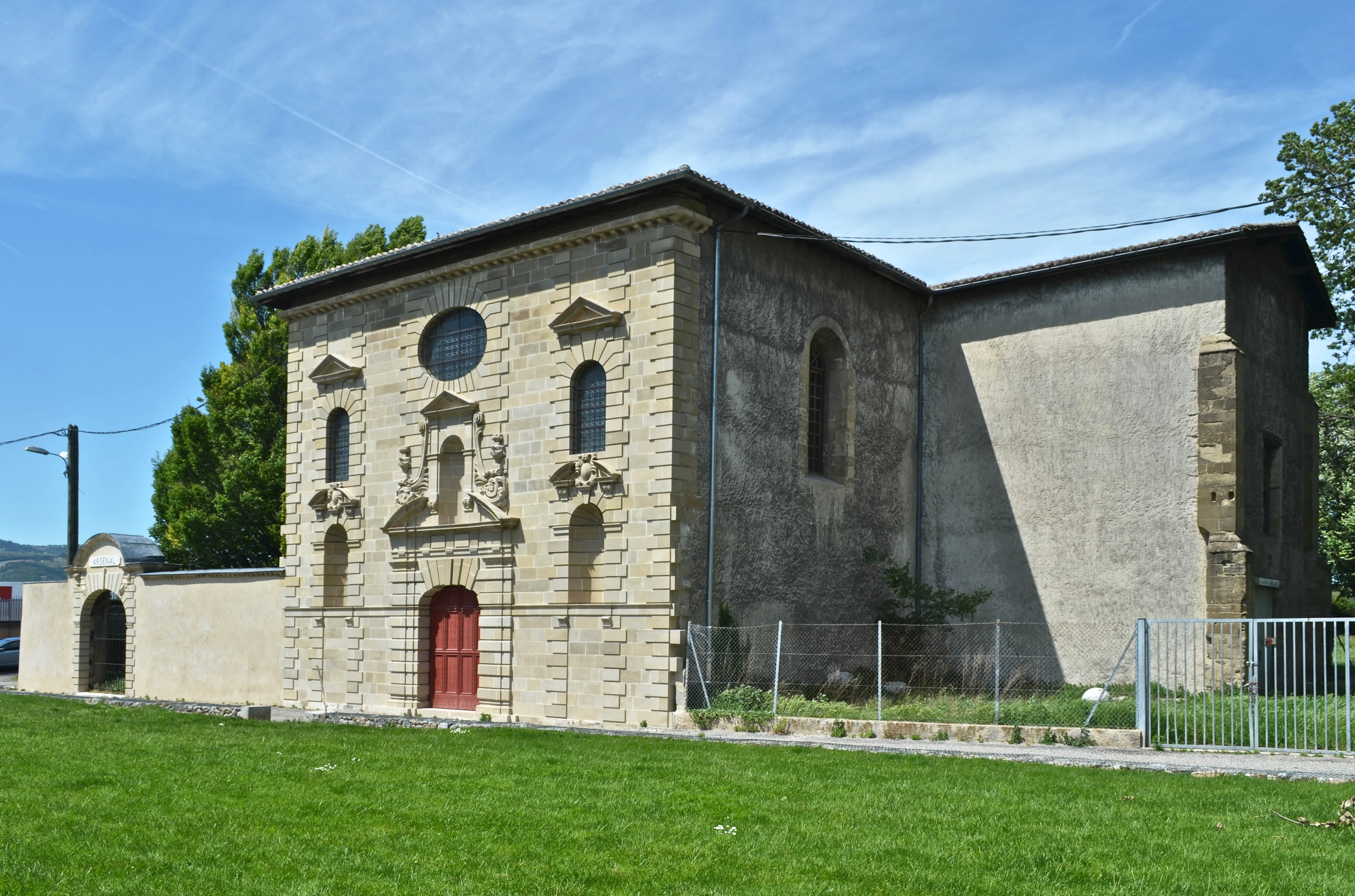
L'abbaye Notre-Dame de Soyons à Valence.
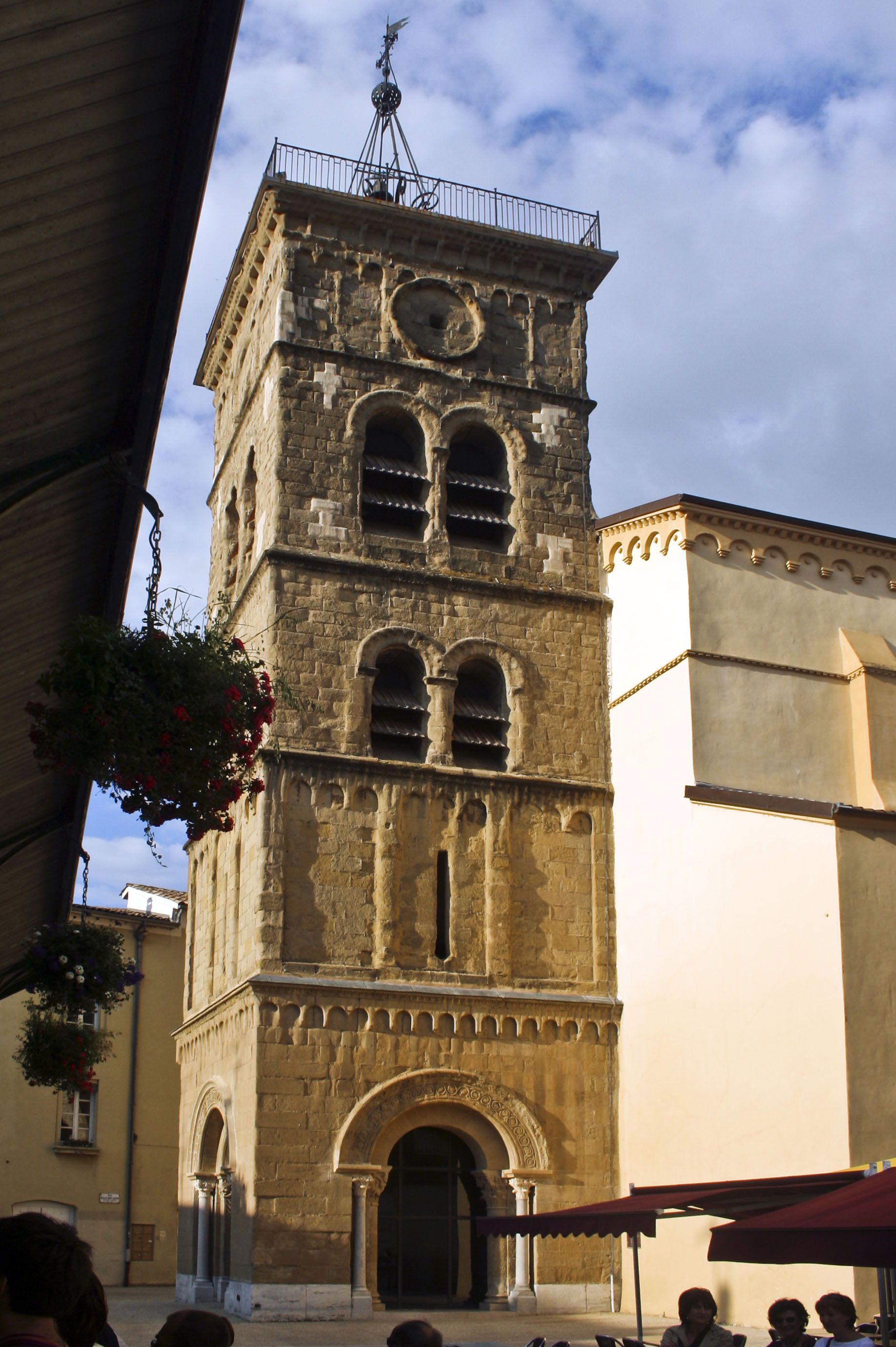
L'église Saint-Jean-Baptiste de Valence.